# Електра (опера)
Електра је опера у једном чину немачког композитора Рихарда Штрауса. Либрето је написао аустријски књижевник Хуго фон Хофманстал, а то је прва опера коју је Штраус написао у сарадњу с њим. Опера је премијерно изведена 25. јануара 1909. године у Дрездену, под диригенцијом Ернста фон Шуха.
Електра представља највећи досег Штраусовог оператског модернизма; атоналност и дисонанца се користе много више него у „Саломи“; Електра није изазвала толику контроверзу (али ни достигла толику популарност) као Штраусово претходно дело. Након Електре, Штраус постаје нешто конзерватинвији и у његовим даљим делима нема више музичке експериментације.

## Лица
- Клитемнестра, Агамемнонова удовица, мецосопран.
- Електра, Клитемнестрина кћи, сопран.
- Кризотемис, Клитемнестрина кћи, сопран.
- Егист, Клитемнестрин љубавник, баритон.
- Орест, Клитемнестрин син, баритон.
- Орестов васпитач, бас.
- Клитемнестрине пратиље, сопрани.
- Млади и стари слуга, тенор и бас.
- Надзорница, сопран.
- Пет слушкиња, контраалт, два мецосопрана, два сопрана.
- Мушкарци и жене домаћинства.

## Заплет
Унутрашње двориште палате у Микени. Слушкиње међу собом оговарају сулуду Електру, кћер краљице Клитемнестре, али се разбеже пре него што она стигне. Елетра живи изоловано од остатка друштва; лута двориштем и понавља свој свакодневни обред: призива дух убијеног оца Агамемнона, кога је убила Клитемнестра са својим љубавником Егистом. Електра је опседнута осветом и говори како ће деца Агамемнонова убити његове крвнике, жртвовати његове коње и псе над његовим гробом и ту заиграти.
Кризотемис, Електрина сестра, прекида њену визију и упозорава је да више не нервира Клитемнестру и Егиста својим понашањем; објашњава да више не жели да чека братовљев повратак, јер жуди за љубављу и мајчинством (жели дете, макар, како каже, сељак био отац).
У палати се чује бука. Краљица је имала још једну ноћну мору и сада спрема жртву како би удовољила боговима. Кризотемис уплашено бежи, али Електра жели да „разговара са својом мајком као никад до тад“. Када Клитемнестра, окићена амулетима и талисманима, с пратњом напусти палату, наилази на своју ћерку; њене саветнице је упозоравају на Електрино одглумљено пријатељско расположење, али краљицу више занима да од ћерке сазна како може да се реши својих мучних снова и нареди својој пратњи да се врати у палату.
Сама с Електром, Клитемнестра објашњава како против њене тајанствене болести ни једна од враџбина и жртво које је до тада покушала нема никакве снаге; Електра каже да зна каква жртва ће помоћи - једна жена, каже, али име те жене најпре одбија да открије. Краљица је најпре преклиње, а затим почне да јој прети како би од ње сазнала то име. Електра попусти: сама Клитемнестра мора да умре; тек тада ће њени снови престати да је муче. Краљица је скамењена од ужаса; Електра одједном покуша да је задави, али повратак Клитемнестрине пратње је спречава у томе. Краљичина саветница Клитемнестри нешто дошапне, због чега се она победоносно насмеје и оде.
Кризотемис дотрчи и открије разлог Клитемнестрине среће: пар странаца је управо донео вест да је Орест мртав; један млади слуга је управо оседлао коња како би одјахао да вест однесе Егисту, који је ван града.
Електра сада покуша да наговори Кризотемис да убије Егиста и поверава јој да је за тај случај сакрила секиру којом је убијен Агамемнон. Обећава својој сестри да ће јој сама припремити брачни кревет ако Кризотемис почини дело, али она побегне, ужаснута идејом, оставивши Електру саму; ова закључује да ће морати сама да закоље своју мајку и њеног љубавника.
Док Електра ископава секиру, прилази јој странац и обавештава је да је Орест мртав. Када му Електра открије своје име, он је запањен да је кћер Агамемнонова тако понижена и обешчашћена; затим открива да је он Орест, који се прерушио у странца како би могао да уђе у палату и освети свог оца.
Електра је одушевљена што види брата, али је такође и посрамљена, јер је мисли о својој освети жртвовала младост, лепоту и лично достојанство. Орест дрхти од страха, али Електра га охрабри у одлуци да обави чин; други странац - Орестов стари учитељ - уводи га у палату пре него што она стигне да му да секиру.
У напетости која настаје након Орестовог уласка у двор, Електра кука што није имала снаге да му да секиру („На небу нема богова!“), али одмах затим се зачује Клитемнестрин врисак. Кризотемис и слушкиње дотрче, али Електра затвори врата палате како не би могле да уђу; када стигне Егист, жене побегну, плашећи се да ће их побити кад види шта се унутра десило.
Електра се наизглед пријатељски опходи са тек пристиглим Егистом, бакљом му осветљујући пут у палату; Егисту је Електра сумњива, али будаласто уђе у двор, где га Орест убије. Орест и слуге које су остале верне Агамемнону брзо надвладају поданике Клитемнестре и Агиста. Радосна Кризотемис утрчи и обавести Електру о братовљевој победи, али екстатична Електра је већ прешла у сопствени свет и чини се да није свесна онога што се око ње дешава. На врхунцу свог победоносног и екстатичног плеса, Електра пада мртва на земљу. Кризотемис узалудно дозива свог брата.